# Mafalda
Mafalda foi uma tira escrita e desenhada pelo cartunista argentino Quino. As histórias, apresentando uma menina (Mafalda) preocupada com a humanidade e a paz mundial que se rebela com o estado atual do mundo, apareceram de 1964 a 1973, usufruindo de uma altíssima popularidade na América Latina e Europa.
A menina Mafalda foi muitas vezes comparada ao personagem Charlie Brown, de Charles Schulz, principalmente por Umberto Eco, em 1968.

## História
A personagem foi criada em 1963 para uma propaganda da empresa de eletrodomésticos Mansfield que deveria ser publicada no diário Clarín. Necessariamente o nome da personagem deveria começar com "Ma", para lembrar o nome da empresa. Quino lembrou-se, então, de uma cena do filme Dar la cara, de José Martínez Suárez, lançado naquele ano, em que dois personagens discutem ao lado do berço de um bebê chamado Mafalda. A inspiração do traço veio principalmente de Charles M. Schulz, criador de Snoopy. No entanto, Clarín rompeu o contrato e a campanha foi cancelada.
Mafalda somente se tornou um cartoon de verdade sob a sugestão de Julián Delgado, na época o editor-chefe do hebdomadário Primera Plana e amigo de Quino. Foi publicado no jornal pela primeira vez em 29 de Setembro de 1964, apresentando somente as personagens de Mafalda e seus pais, e acrescentando Filipe em janeiro de 1965. Uma disputa legal surgiu em março daquele ano, encerrando a publicação.
Uma semana mais tarde, dia 15 de março de 1965, Mafalda começou a aparecer diariamente no Mundo de Buenos Aires, permitindo ao autor cobrir eventos correntes mais detalhadamente. As personagens Manolito e Susanita foram criadas nas semanas seguintes, e a mamãe de Mafalda estava grávida quando o jornal faliu em 22 de dezembro de 1967.
A publicação recomeçou seis meses mais tarde, em 2 de junho de 1968, no hebdomadário Siete Días Illustrados. Como os quadrinhos tinham que ser entregues duas semanas antes da publicação, Quino era incapaz de comentar as notícias mais recentes. Ele decidiu acabar com a publicação das histórias em 25 de Junho de 1973, afirmando que temia começar a se repetir. Posteriormente, porém, deu a entender que temia represálias políticas.
Desde então, Quino ainda desenhou Mafalda algumas poucas vezes, principalmente para promover campanhas sobre os Direitos Humanos. Por exemplo, em 1976 ele fez um pôster para a UNICEF ilustrando a Declaração Universal dos Direitos da Criança. Em 1979 foi lançado um filme da personagem, com direção de Carlos Márquez.
A obra foi editada em 16 idiomas e mais de 30 países. Na cidade de Buenos Aires existe uma praça chamada Mafalda.

## Personagens
- Mafalda: a personagem principal, uma menina de seis anos de idade, que odeia sopa e adora os Beatles e o desenho Pica-Pau. Ela se comporta como uma típica menina na sua idade, mas tem uma visão aguda da vida e vive questionando o mundo à sua volta, principalmente o contexto dos anos 1960 em que se encontra. Tem uma visão mais humanista e aguçada do mundo em comparação com os outros personagens.
- Papá (Pelicarpo, 29 de setembro de 1964): o pai trabalha numa companhia de seguros, adora cultivar plantas em seu apartamento e entra em crise quando repara na sua idade.
- Mamã (Raquel, 6 de Outubro de 1964): típica dona de casa, não completou os estudos (por isso é vista como medíocre pela Mafalda), entra em conflitos com a filha quando prepara sopas e macarrão.
- Filipe (Felipe) (19 de janeiro de 1965): um sonhador que odeia a escola, mas que frequentemente trava intensas batalhas com sua consciência e seu senso nato da responsabilidade. Foi inspirado pelo jornalista Jorge Timossi, um amigo de Quino.
- Manolito (Manuel Goreiro "Manelito") (29 de Março de 1965): o filho de um comerciante, mais preocupado com os negócios e dinheiro do que com outra coisa, não gosta dos Beatles e é um estudante que tira notas baixas (menos em matemática, por causa das contas que aprende no mercado do pai). Representa o conservadorismo capitalista na obra, apenas pensando no lucro do armazém de seu pai. Também adora inflações dos preços, pois assim acha que está lucrando.
- Susanita (Susana Beatriz Clotilde Chirusi) (6 de Junho de 1965): uma menina fútil. Seu único objetivo na vida é encontrar um marido rico e de boa aparência quando crescer e ter uma quantidade de filhos acima da média. É uma grande fofoqueira e egoísta, e sempre encontra um jeito de falar sobre o vizinho do irmão da cunhada de alguém.
- Guille "Gui (Guillermo, "Guilherme") (1968): o irmão caçula da Mafalda, esperto para sua idade, é retratado como uma criança que começa a perceber o mundo.
- Miguel "Miguelito" Pitti: amigo de Mafalda, um pouco mais jovem do que os outros. Filho único, com uma personalidade única, mas com um coração enorme. Miguelito tem dificuldade de compreender o que Mafalda pensa, sempre entendendo os conselhos de sua amiga de maneira literal. Além disso é um personagem egocêntrico, que parece achar que o mundo gira à sua volta.
- Liberdade (Libertad) (15 de fevereiro de 1970): uma minúscula menina. Todos fazem o comentário óbvio sobre seu nome. Gosta das coisas simples da vida e seus pais são jovens idealistas, a mãe é tradutora, o pai trabalha em um "empreguinho", por isso moram em um pequeno apartamento.
- Burocracia: é a tartaruguinha dada por seu pai a Mafalda e Guile. Foi batizada por Mafalda por ser tão vagarosa, só aparece a partir do livro "as férias da Mafalda".

## Livros e traduções
A maioria das histórias que não eram intimamente relacionadas com a atualidade da época e com eventos hoje esquecidos têm sido reeditadas em livros. Isso exclui os primeiros, publicados no Primera Plana, mas jamais reimpressos em livros até 1989.
- Mafalda (1966)
- Así es la cosa, Mafalda (1967)
- Mafalda 3 (1968)
- Mafalda 4 (1968)
- Mafalda 5 (1969)
- Mafalda 6 (1970)
- Mafalda 7 (1972)
- Mafalda 8 (1973)
- Mafalda 9 (1974)
- Mafalda 10 (1974)
- Mafalda Inédita (1989)
- 10 Años con Mafalda (1991)
- Toda Mafalda (1992)
- El Mundo de Mafalda (1981) (desenho animado)

Apesar de a maioria das histórias terem sido traduzidas em diferente línguas europeias, bem como em chinês tradicional e simplificado, elas foram raramente publicadas em inglês; na verdade, jamais nos Estados Unidos.

## Adaptações
Apesar de Quino ser contrário à ideia de uma adaptação ao cinema ou teatro, duas séries de curtas animados com Mafalda foram produzidas. A primeira, uma série de 260 filmes de 90 segundos, foi produzida por Daniel Mallo para a televisão argentina a partir de 1972. Estes foram adaptados para um longa-metragem por Carlos Márquez em 1979 e lançado em 1981. Permanece relativamente desconhecido. Em 1993, o cineasta cubano Juan Padrón, um amigo próximo de Quino, dirigiu 104 curtas-metragens animados de Mafalda, apoiados por produtores espanhóis.

Em 2024, uma série animada de Mafalda exclusiva para a Netflix foi anunciada, será escrita pelo diretor Juan José Campanella.